# Stijlroos
De stijlroos (Rosa × stylosa, synoniem: Rosa stylosa) is een struik die tot de rozenfamilie behoort. De stijlroos is een hybride van Rosa arvensis en Rosa canina. De soort komt van nature voor in West-Europa en Noord-Afrika en is inheems in België. Het aantal chromosomen is 2n = 35 of 42.
De opgaande tot licht klimmende struik kan tot 3 m hoog worden. De afhangende takken hebben lange, stijve, stevige, sikkelvormige stekels. Op de oudere takken zijn de stekels breed driehoekig. Het glanzend donkergroene, zeventallige blad is onevengeveerd, maar vijfvtallige bladeren komen ook voor. De elliptische, scherp gezaagde blaadjes zijn 2-4 cm lang en aan de onderkant op de nerven licht en op de bladsteel donzig behaard.
De stijlroos bloeit in juni en juli met witte, soms roze, 3-6 cm grote bloemen. Ze kunnen tot twaalf bloemen bij elkaar staan. De bijkelkbladen zijn veerspletig en met klieren bezet. De opvallend kegelvormige schijf heeft een zeer smal stijlkanaal. De stijlen zijn met elkaar vergroeid tot een smalle, knotsvormige zuil, die korter is dan de meeldraden.
De eivormige, bruinrode rozenbottel is 10-15 mm groot.

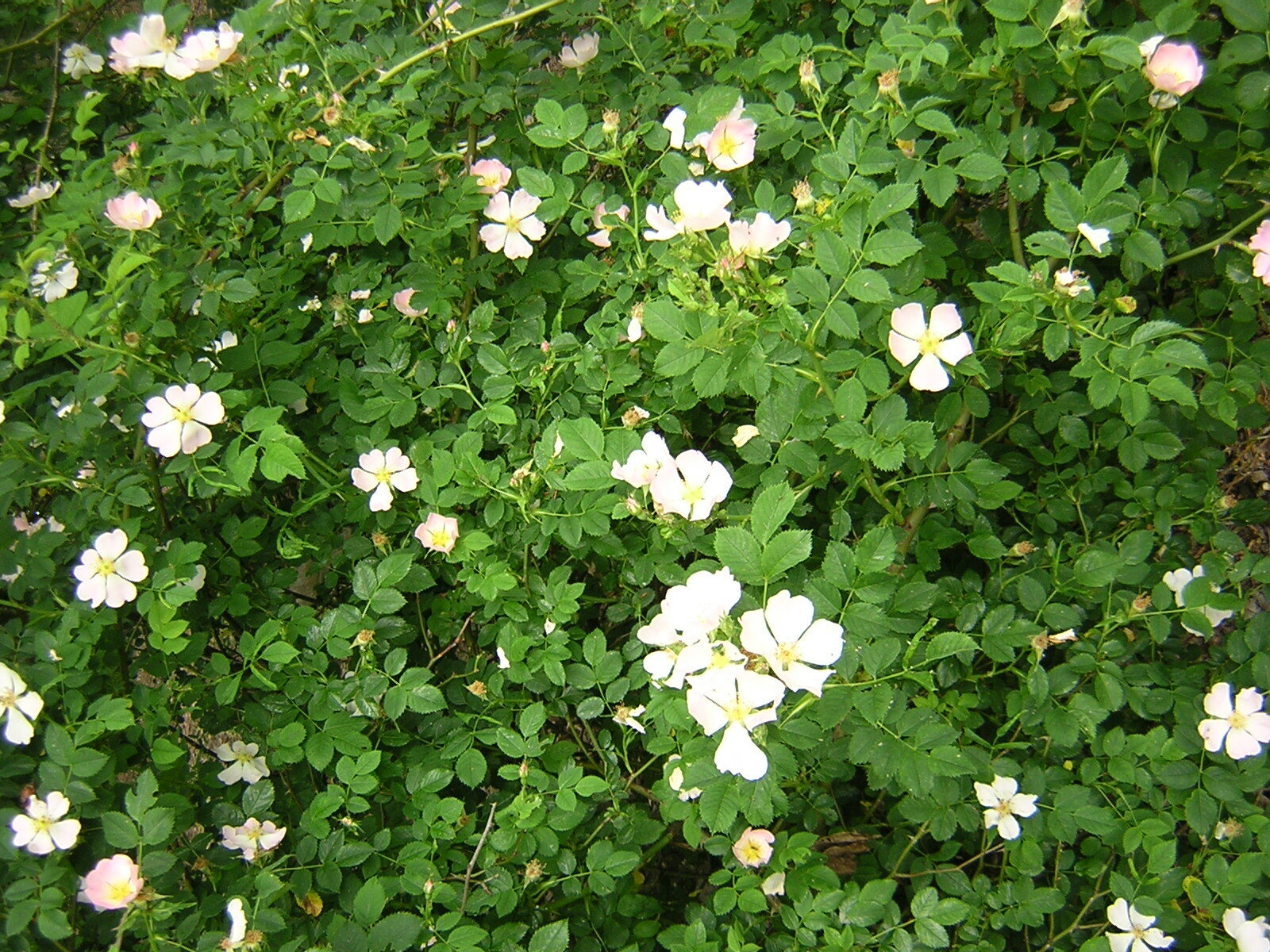
Struik
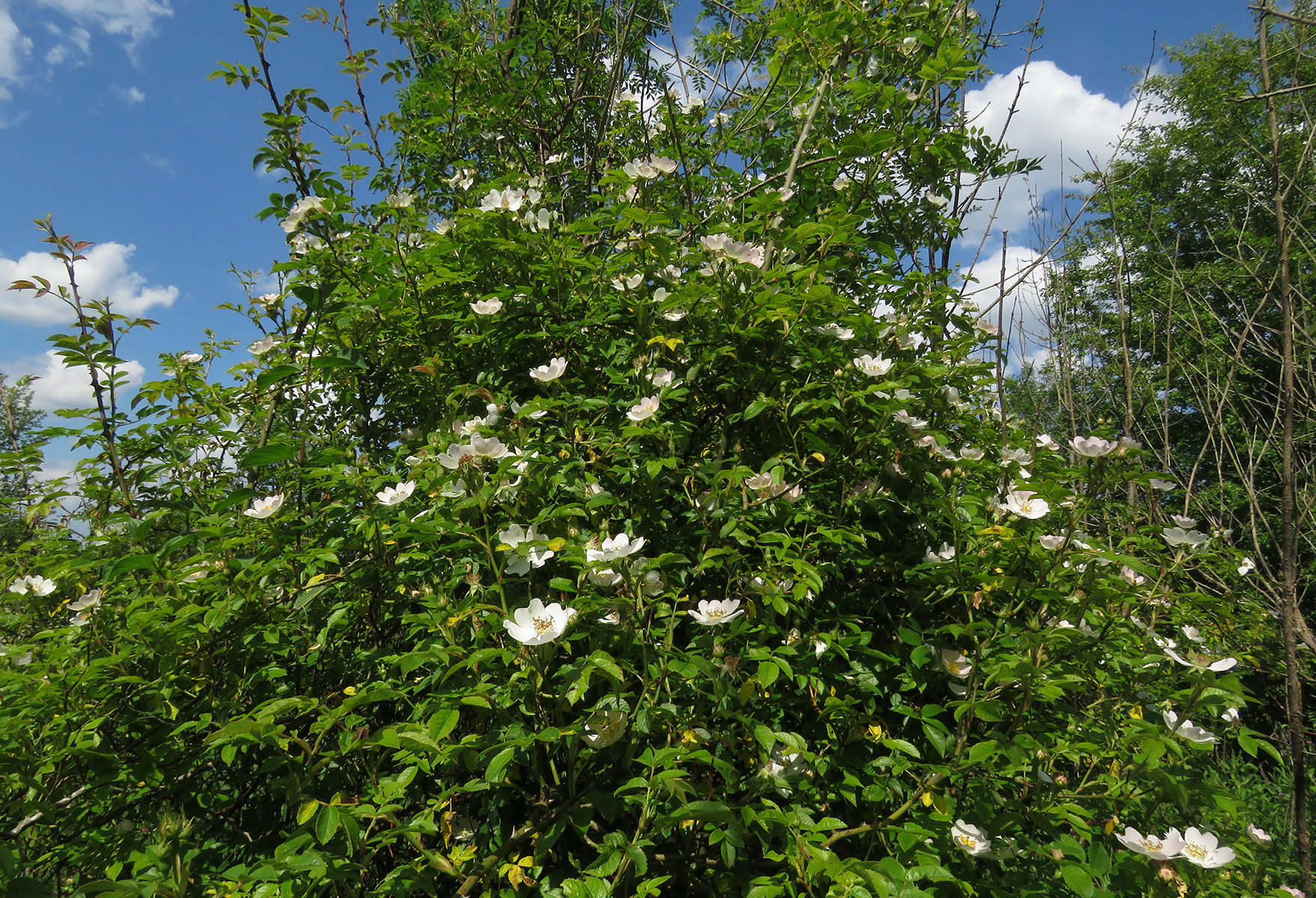
Struik
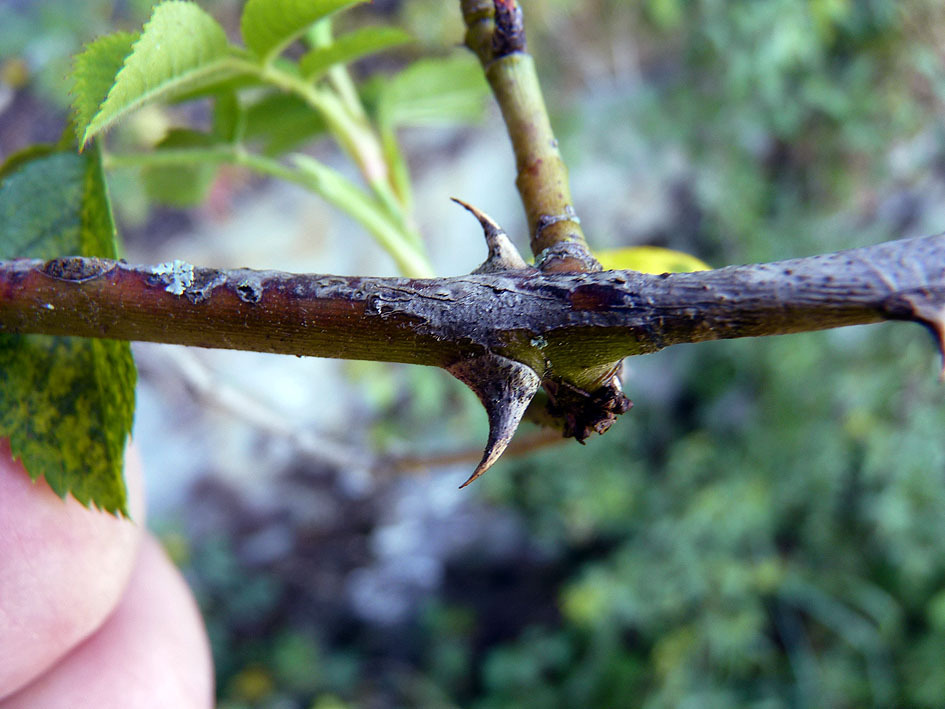
Stengel
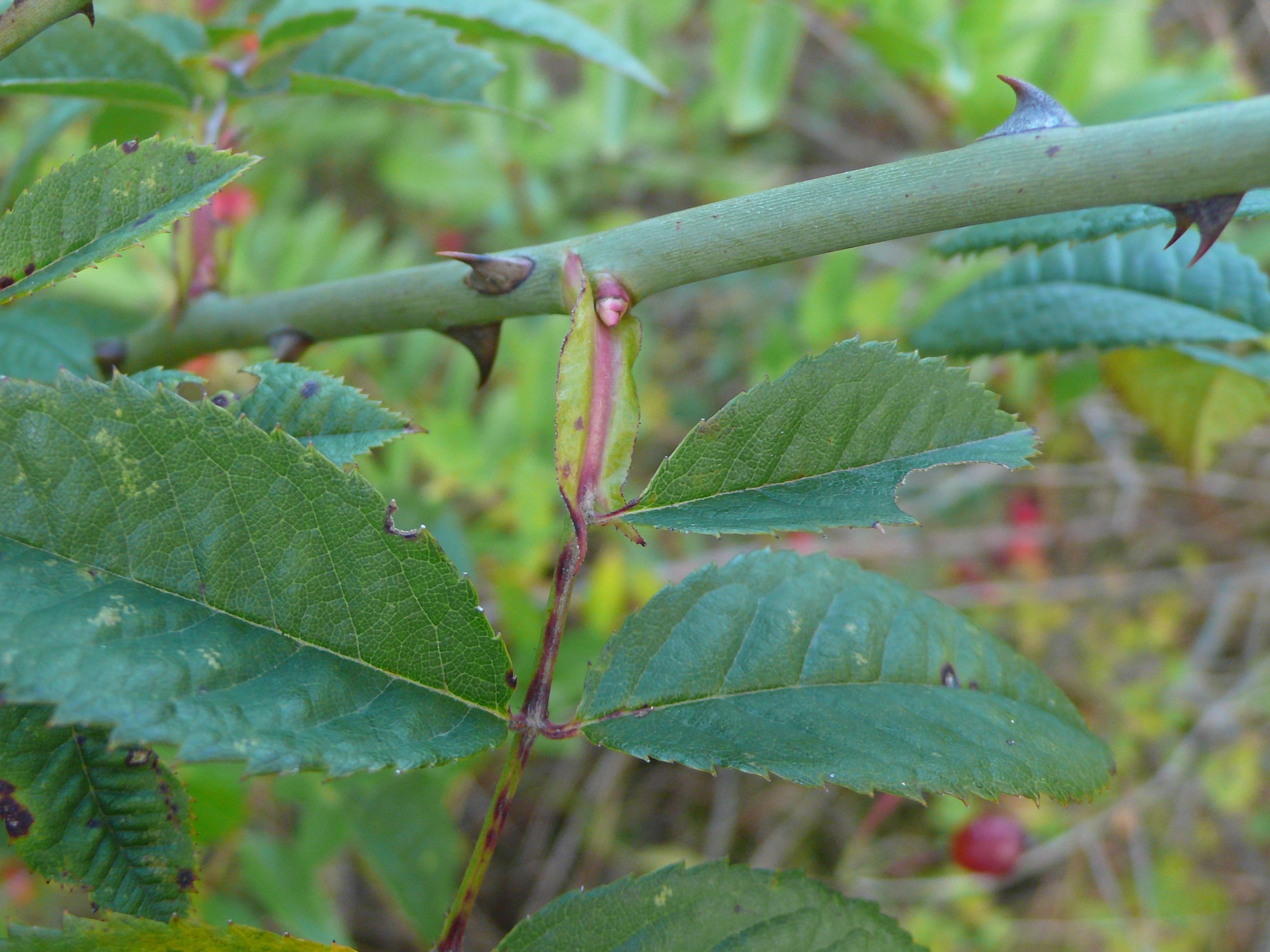
Blad
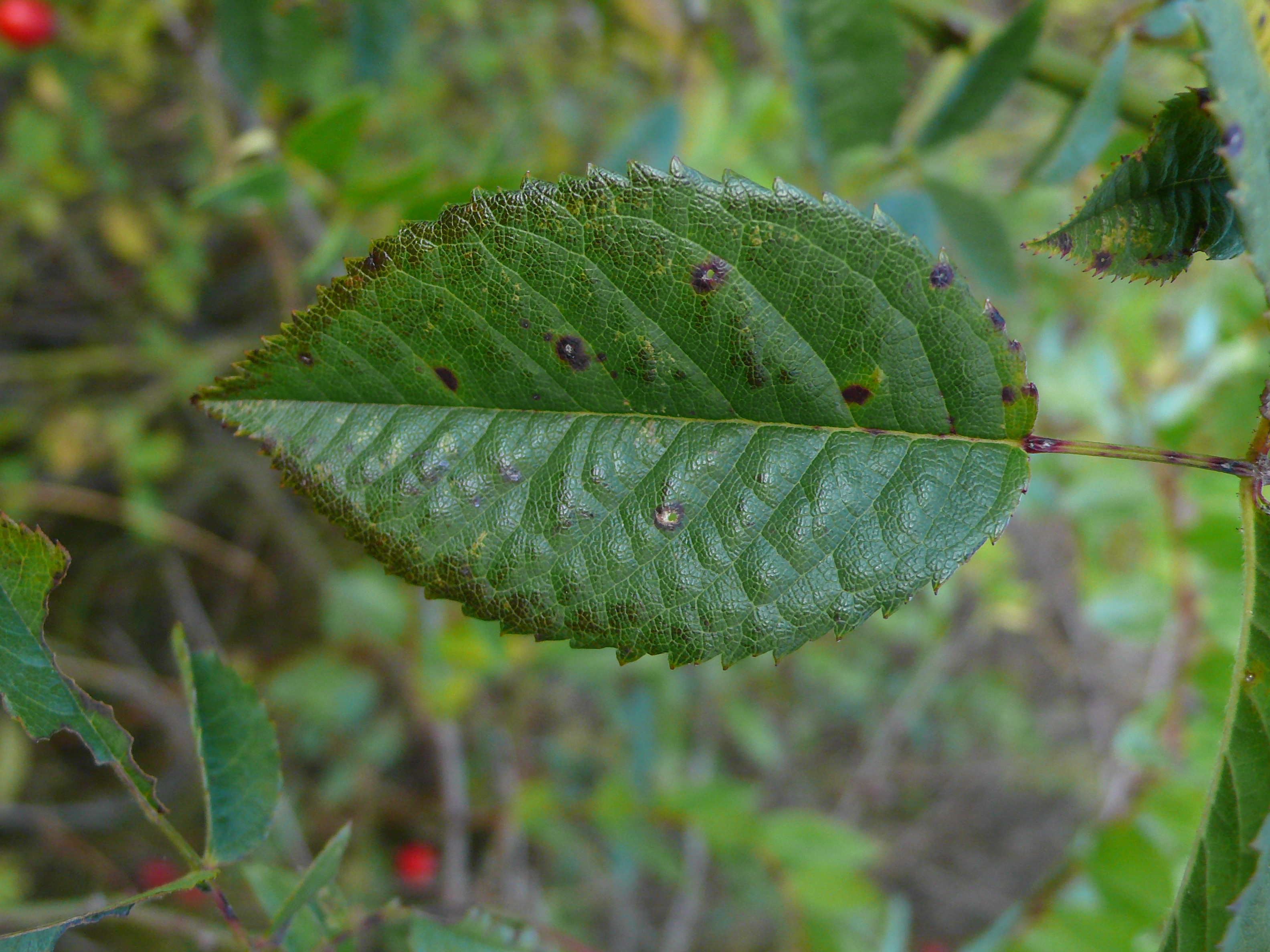
Blaadje
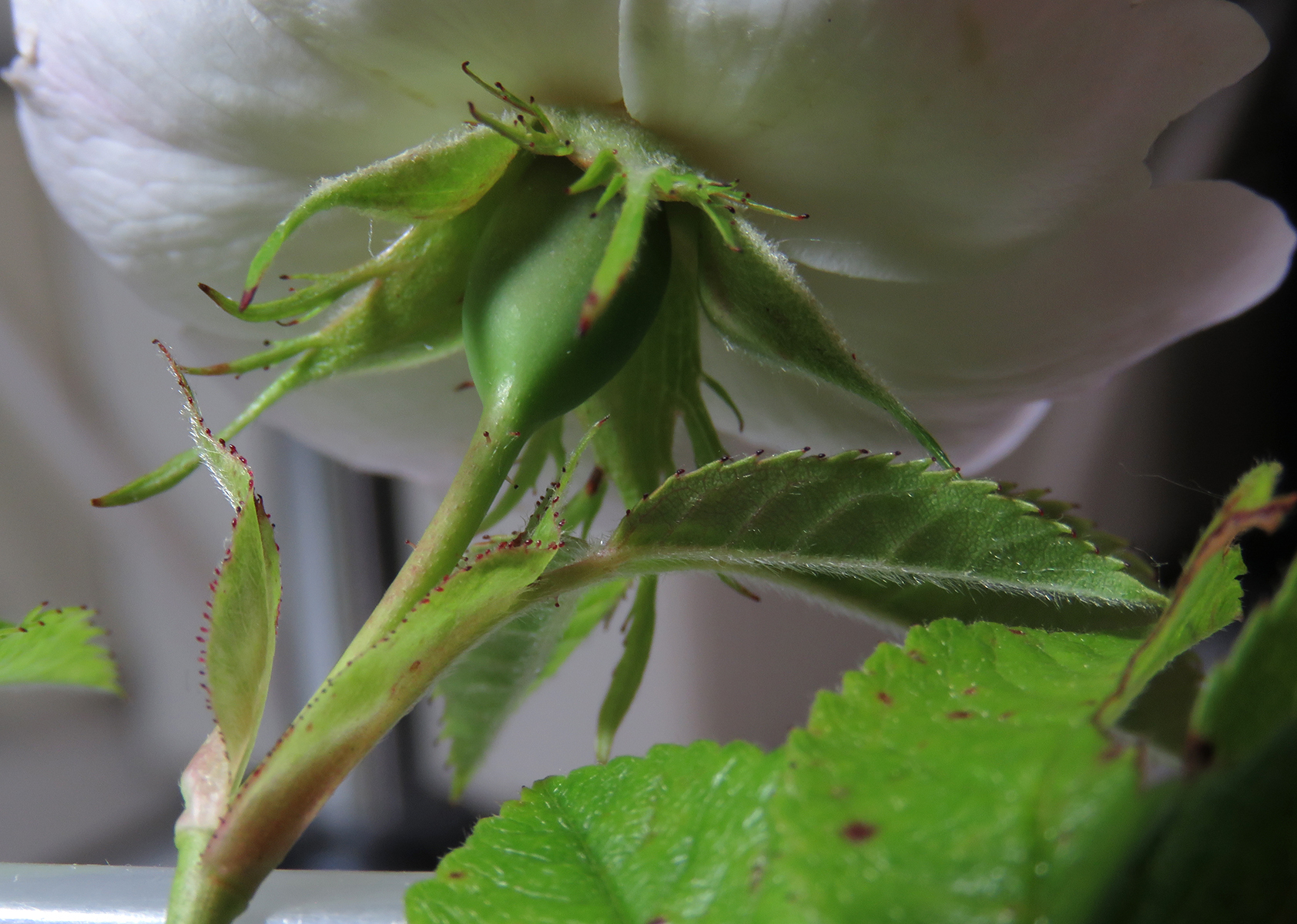
Kelk- en veerspletige bijkelkbladen
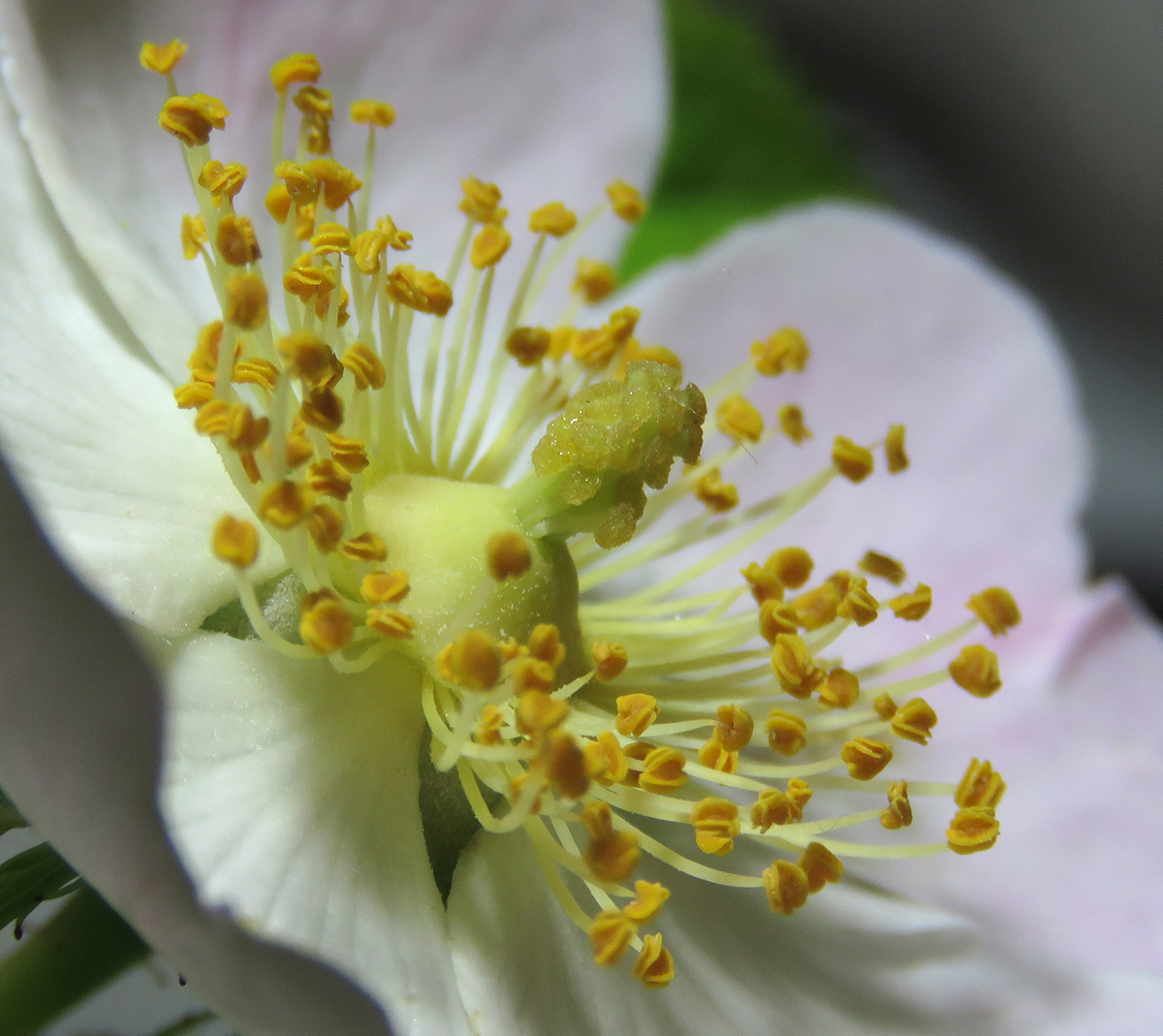
schijf
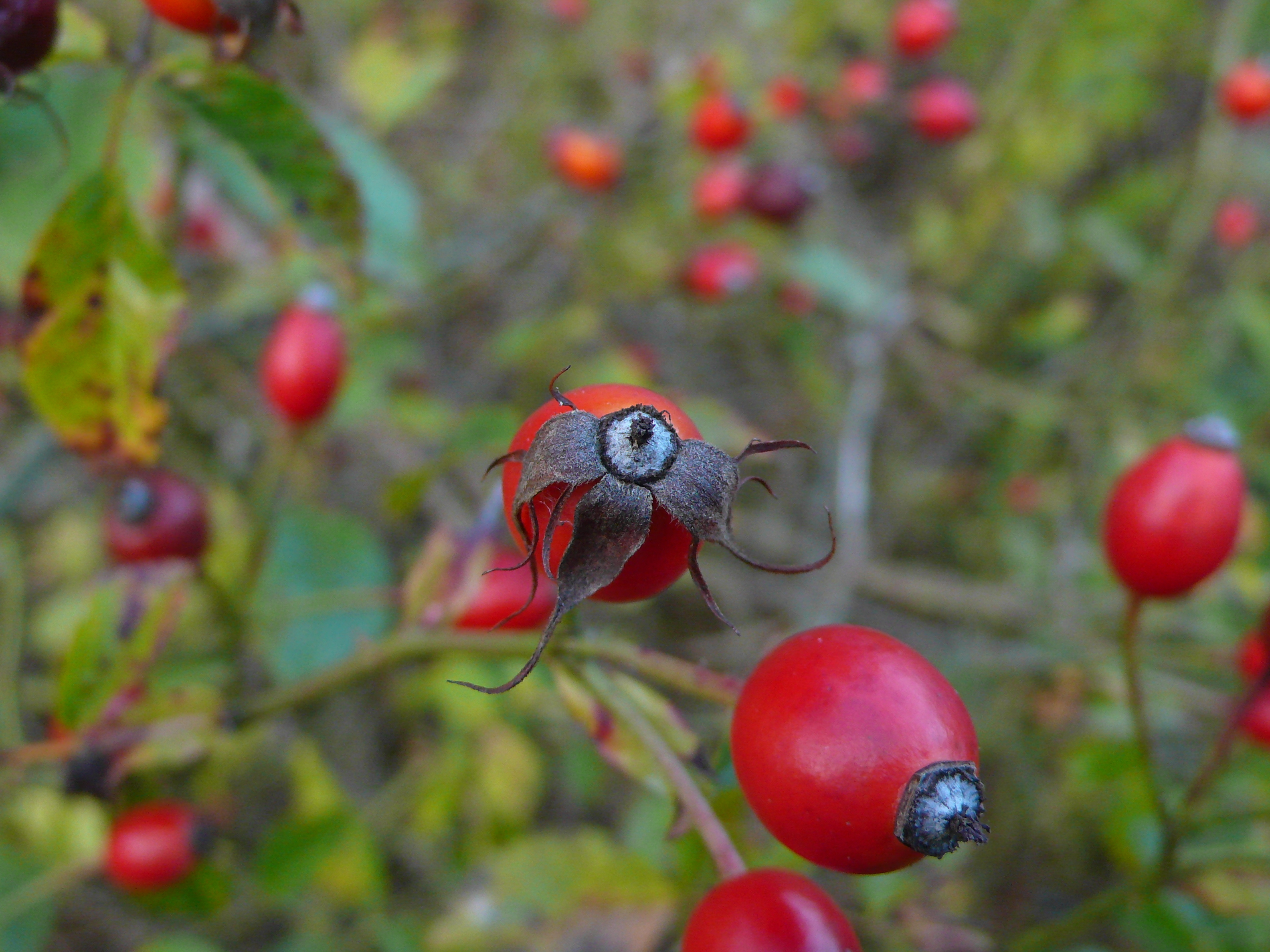
Rozenbottel

De stijlroos komt voor op droge, kalkrijke, humeuze, grond in lichte bossen, heggen en zeeduinen.